# ستان ساكاي
ستان ساكاي (بالإنجليزية: Stan Sakai)‏ هو فنان قصص مصورة أمريكي، ولد في 25 مايو 1953 في كيوتو في اليابان.

## وصلات خارجية
- ستان ساكاي على موقع IMDb (الإنجليزية)

- الموقع الرسمي